# Kristin Lidström (musikalartist)
Inga Kristin Lidström, född 17 november 1991 är en svensk musikalartist och sångerska.

## Biografi
Kristin antogs vid Adolf Fredriks musikklasser som 10-åring. Senare studerade hon vid Royal Academy of Music i London. Hon spelade rollen som Elin i Kristina från Duvemåla på Göteborgsoperan 2014-2015 och på Cirkus 2015-16, där hon även var stand-in för huvudrollen som Kristina.
Hösten 2016 spelade hon rollen som Cosette i Les Miserables på Wermland Opera. Samma år var hon en av solisterna vid SVTs trettondagskonsert på Berwaldhallen.
2018-2020 spelade Kristin i ensemblen i musikalen Så som i himmelen på Oscarsteatern i Stockholm, där hon även var stand in för Malena Ernman i rollen som Gabriella och våren 2019 även i stand in för huvudrollen som Lena. Musikalen var planerat att spelas i Göteborg våren 2020, men fick ställas in på grund av Coronaviruspandemin.

## Roller
| År   | Roll                      | Produktion                                                                          | Regi             | Musikal                  |
| ---- | ------------------------- | ----------------------------------------------------------------------------------- | ---------------- | ------------------------ |
| 2014 | Elin                      | Kristina från Duvemåla Benny Andersson och Björn Ulvaeus                            | Lars Rudolfsson  | Göteborgsoperan          |
| 2015 | Elin, cover Kristina      | Kristina från Duvemåla Benny Andersson och Björn Ulvaeus                            | Lars Rudolfsson  | Cirkus                   |
| 2016 | Cosette                   | Les Miserables Claude-Michel Schönberg och Alain Boublil,                           | James Grieve     | Wermland Opera           |
| 2018 | Ensemble, cover Gabriella | Så som i himmelen Kay Pollak, Carin Pollak, Fredrik Kempe                           | Markus Virta     | Oscarsteatern            |
| 2021 | Syster Sophia             | Sound of Music Richard Rodgers, Oscar Hammerstein, Howard Lindsay och Russel Crouse | Ronny Danielsson | Kulturhuset Stadsteatern |